# Partit Nazzjonalista
Die Partit Nazzjonalista (englisch Nationalist Party, PN) ist eine konservativ-christdemokratische politische Partei in Malta.

## Geschichte
Die Partit Nazzjonalista wurde 1880 als „Anti-Reform-Partei“ von Fortunato Mizzi gegründet, um Opposition gegen die von der Kolonialmacht Großbritannien getätigten Einschnitte im lokalen Bildungs- und Justizsystem zu beziehen. In ihren Anfangsjahren galt die Partit Nazzjonalista als liberale Partei, wodurch es zu Streitigkeiten zwischen ihr und der sehr einflussreichen maltesischen römisch-katholischen Kirche kam. Allerdings schärfte sich schon bald das konservative Profil der Partei, was ihr in geringerem Ausmaß bis heute die weitgehende Unterstützung der Kirche verschaffte.
In den ersten Jahren war die Partei zwischen „Abstentionisten“ und „Anti-Abstentionisten“ (vgl. Sinn Féin) aufgespalten. Während die Abstentionisten ihre bei Wahlen gewonnenen Mandate nicht in Anspruch nahmen, um damit ihren Protest gegen den kaum vorhandenen Handlungsspielraum der maltesischen Abgeordneten auszudrücken, zogen die Anti-Abstentionisten den Weg der Kooperation mit der Kolonialmacht vor, um einen besseren Status für die britische Kolonie zu erlangen.
Nach dem Ersten Weltkrieg entstand ein breiteres und moderateres Bündnis, die Maltese Political Union (UPM). Allerdings spaltete sich der radikale und dezidiert pro-italienische Zweig des Bündnisses ab und gründete die Democratic National Party (PDN). Bei den ersten Parlamentswahlen 1921 traten beide Parteien an, allerdings einigte man sich darauf, nicht in denselben Wahlkreisen anzutreten, um nicht die Chancen der jeweils anderen Partei zu schmälern. Trotzdem ging die UPM, die bei den Wahlen als stärkste Liste hervorging, eine Koalition mit der Partit Laburista ein.
Auch 1923 traten UPM und PDN getrennt bei den Wahlen an, bildeten dieses Mal allerdings eine Koalition und schlossen sich schließlich 1926 unter dem alten Namen Nationalist Party wieder zusammen. Ein Jahr danach verlor die Partei die Wahlen allerdings an ein Wahlbündnis aus Constitutional Party und Labour.
Durch einen Disput zwischen der römisch-katholischen Kirche und der Constitutional Party stürzte das Land 1930 in eine politische Krise und die Wahlen wurden auf das Jahr 1932 verschoben. Der PN gelang es – nicht zuletzt wegen der massiven Einflussnahme der Kirche –, einen Erdrutschsieg zu erringen und 21 von 32 Mandaten zu erhalten. Allerdings blieben die Nationalisten nicht lange an der Macht. Die Kolonialmacht, besorgt über die zunehmende Vorherrschaft des faschistischen Italien im Mittelmeerraum und Nordafrika, setzte die Regierung ab und die bisherige Verfassung außer Kraft. Als Grund dafür wurde das Vorhaben der bisherigen Regierung, den Italienischunterricht in den Schulen zu verstärken, was die Verfassung verletzen würde, genannt.
Als der Zweite Weltkrieg ausbrach, wurden die Nationalisten wegen ihrer Nähe zum Feind Italien von der Kolonialmacht offen bekämpft und der Vorsitzende der Partei und andere prominente Mitglieder wurden zuerst interniert und dann nach Uganda deportiert. 1945 durfte die Partei nicht an den Wahlen teilnehmen, bei denen die Labour Party auf Kosten der Constitutional Party erstmals stärkste Kraft wurde.
Trotz der Unterdrückung während des Zweiten Weltkriegs überlebte die Bewegung und konnte bei den Wahlen 1950 antreten, vor denen die Labour Party in zwei Parteien zerfiel. Dies bewirkte, dass die Nationalisten wieder stärkste Partei wurden und ein kurzlebiges Minderheitskabinett bilden konnten, womit der Status der PN als Großpartei wiederhergestellt war.
Bei den Wahlen 1951 und 1953 blieb die Partei stärkste Kraft und bildete mit der Labour-Abspaltung Malta Workers Party kurzlebige Koalitionen. 1955 verlor die PN die Wahlen an die Labour Party und Dom Mintoff wurde erstmals Premierminister. In den folgenden Jahren sprach sich die PN gegen den Vorschlag der Integration Maltas in Großbritannien aus, der letztlich auch am verlorenen Interesse der Kolonialmacht an dem Land nach der Suez-Krise scheiterte. Die Verfassung wurde nach massiven Protesten von Dockarbeitern 1958 wieder in Kraft gesetzt.
Eine neue Verfassung wurde 1961 eingeführt. 1962 gewann die Partei die Wahlen nach einem Wahlkampf, in dem es vor allem um die Unabhängigkeitsfrage und die damalige Krise zwischen der Labour Party und der noch immer sehr einflussreichen Kirche ging. 1964 wurde Malta schließlich unabhängig, und in den ersten Wahlen danach gelang es der PN 1966, stärkste Kraft zu bleiben. 1971 verlor man die Wahlen knapp, womit die heute noch kontrovers betrachtete „Ära Mintoff“ begann, während der Malta nahe an die Staaten des Warschauer Pakts heranrückte und auch mit Libyen enge Kontakte knüpfte. 1976 wurde die umstrittene Politik des Labour-Chefs Mintoff bestätigt.

Die anfängliche Begeisterung der Malteser bezüglich der Labour-Regierung ging deutlich zurück. Bei den Wahlen 1981 erzielte die PN zwar erstmals seit 1933 eine absolute Mehrheit an Stimmen, allerdings gelang es ihr nicht, eine Mandatsmehrheit zu erringen, und die Partei blieb in der Opposition. Es folgte eine Krise, als sich die PN-Abgeordneten weigerten, ihre Mandate anzunehmen, da nur durch eine Änderung der Wahlbezirksgrenzen durch die Labour-Regierung die Labour Party an der Macht geblieben war. Diese Tatsache schadete der Regierung zusätzlich und 1987 wurde die PN stärkste Kraft und Regierungspartei. 

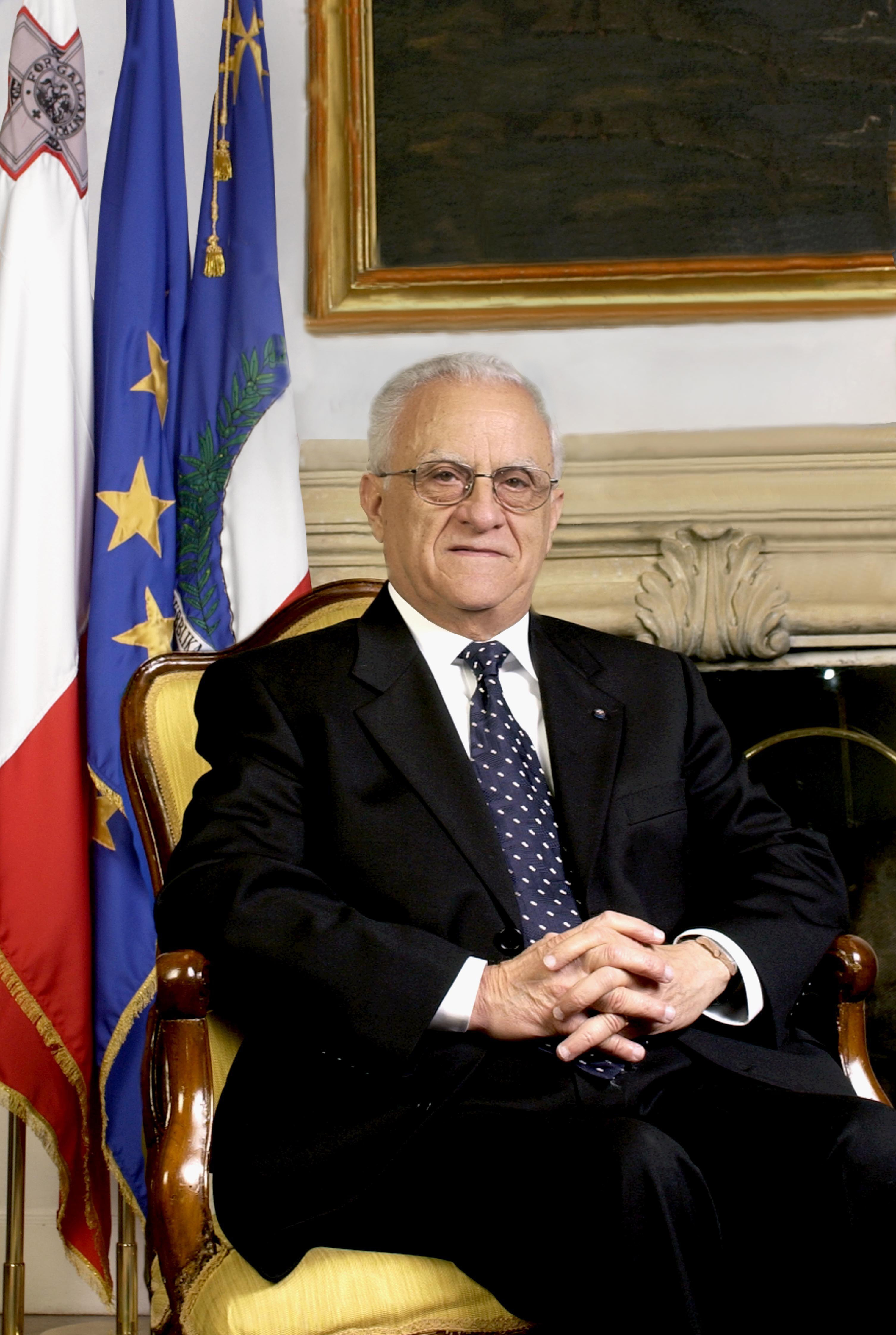
Edward Fenech Adami, ehemaliger Premierminister und von 2004 bis 2009 Präsident Maltas

1990 beantragte die PN-Regierung die Mitgliedschaft in der EU. Darauf folgte ein weitgehendes Programm zur Wirtschaftsliberalisierung und eine Erhöhung öffentlicher Investitionen, was der Regierung 1992 einen Zuwachs der Stimmen verschaffte. Dennoch gewann 1996 die Labour Party die Wahlen und zog den Antrag für den EU-Beitritt zurück. 1998 gewann die PN allerdings die Neuwahlen und im Jahr 2002 wurden die Verhandlungen zum EU-Beitritt, wieder aufgenommen. Die PN wiederholte ihren Sieg 2003; im Jahr 2004 trat Malta der EU bei. Bei den Parlamentswahlen am 8. März 2008 gelang es der PN mit 49,3 % der Wählerstimmen (MLP: 48,8 %) und einem hauchdünnen Vorsprung von etwa 1500 Stimmen, die Mehrheit zu verteidigen.
Bei der Parlamentswahl in Malta 2013 löste die Partit Laburista nach 15 Jahren die Nationalist Party von der Regierung ab.

## Wahlergebnisse

### Parlamentswahlen
Die Mandatsstärke im maltesischen Parlament seit 1927 ergibt folgendes Bild (bei Sitze steht die Gesamtanzahl der Mandate, Mehrheiten bzw. Koalitionsmehrheiten sind hervorgehoben):

#### Parlamentswahlen vor der Unabhängigkeit
| Jahr | Wahl                | Wähler             | Stimmenanteil      | Sitze |
| ---- | ------------------- | ------------------ | ------------------ | ----- |
| 1927 | Parlamentswahl 1927 | 14.321             | 41,5 %             | 13/32 |
| 1932 | Parlamentswahl 1932 | 28.777             | 59,6 %             | 21/32 |
| 1939 | Parlamentswahl 1939 | 11.618             | 33,1 %             | 3/10  |
| 1945 | Parlamentswahl 1945 | nicht teilgenommen | nicht teilgenommen | 0/10  |
| 1947 | Parlamentswahl 1947 | 19.041             | 18,0 %             | 7/40  |
| 1950 | Parlamentswahl 1950 | 31.431             | 29,6 %             | 12/40 |
| 1951 | Parlamentswahl 1951 | 39.946             | 35,5 %             | 15/40 |
| 1953 | Parlamentswahl 1953 | 45.180             | 38,1 %             | 18/40 |
| 1955 | Parlamentswahl 1955 | 48.514             | 40,2 %             | 17/40 |

#### Parlamentswahlen nach der Unabhängigkeit
| Jahr | Wahl                | Wähler  | Stimmenanteil | Sitze |
| ---- | ------------------- | ------- | ------------- | ----- |
| 1962 | Parlamentswahl 1962 | 48.514  | 40,2 %        | 25/50 |
| 1966 | Parlamentswahl 1966 | 68.656  | 47,9 %        | 28/50 |
| 1971 | Parlamentswahl 1971 | 80.753  | 48,1 %        | 27/55 |
| 1976 | Parlamentswahl 1976 | 99.551  | 48,5 %        | 31/65 |
| 1981 | Parlamentswahl 1981 | 114,132 | 50,9 %        | 31/65 |
| 1987 | Parlamentswahl 1987 | 119.721 | 50,9 %        | 35/69 |
| 1992 | Parlamentswahl 1992 | 127.932 | 51,8 %        | 34/65 |
| 1996 | Parlamentswahl 1996 | 124.864 | 47,8 %        | 34/69 |
| 1998 | Parlamentswahl 1998 | 137.037 | 51,8 %        | 35/65 |
| 2003 | Parlamentswahl 2003 | 146,172 | 51,8 %        | 35/65 |
| 2008 | Parlamentswahl 2008 | 143.468 | 49,3 %        | 35/69 |
| 2013 | Parlamentswahl 2013 | 132.426 | 43,3 %        | 30/69 |
| 2017 | Parlamentswahl 2017 | 130.850 | 42,1 %        | 28/67 |
| 2022 | Parlamentswahl 2022 | 123.233 | 41,7 %        | 29/67 |

### Lokalwahlen
Bei den Lokalwahlen in Malta, die zuletzt 2009 stattfanden, erzielte die PN 133 von 272 Sitzen, ebenso viele wie die MLP. Die übrigen Sitze gingen an die Alternattiva Demokratika sowie an unabhängige Kandidaten.

### Europawahlen
| Jahr | Wahl            | Wähler  | Stimmenanteil | Sitze |
| ---- | --------------- | ------- | ------------- | ----- |
| 2004 | Europawahl 2004 | 97.688  | 39,76 %       | 2/5   |
| 2009 | Europawahl 2009 | 100.486 | 40,49 %       | 2/5   |
| 2014 | Europawahl 2014 | 100.785 | 40,02 %       | 3/6   |
| 2019 | Europawahl 2019 | 98.611  | 37,90 %       | 2/6   |
| 2024 | Europawahl 2024 | 109.351 | 42,02 %       | 3/6   |

## Parteivorsitzende
Parteivorsitzende (und Premierminister) der PN waren:
- 1926–1940: Ugo Pasquale Mifsud (Premierminister 1924–1927 und 1932–1933) und Enrico Mizzi
- 1940–1944: Ġorġ Borg Olivier
- 1944–1950: Enrico Mizzi (Premierminister 1950)
- 1950–1977: Ġorġ Borg Olivier (Premierminister 1951–1955 und 1962–1971)
- 1977–2004: Edward Fenech Adami (Premierminister 1987–1996 und 1998–2004)
- 2004–2013: Lawrence Gonzi (Premierminister 2004–2013)
- 2013–2017: Simon Busuttil
- 2017–2020: Adrian Delia
- seit 2020: Bernard Grech

## Einfluss
Neben den zahlreichen Parteilokalen, die meist wie Cafés oder Bars aussehen, gehören der PN ein Fernsehsender, ein Radiosender und die Onlinezeitung maltarightnow.com. Neben 35 Abgeordneten im maltesischen Parlament stellt die PN auch zwei Abgeordnete im Europäischen Parlament, welche der Fraktion der Europäischen Volkspartei angehören.